# Josef Silberbauer

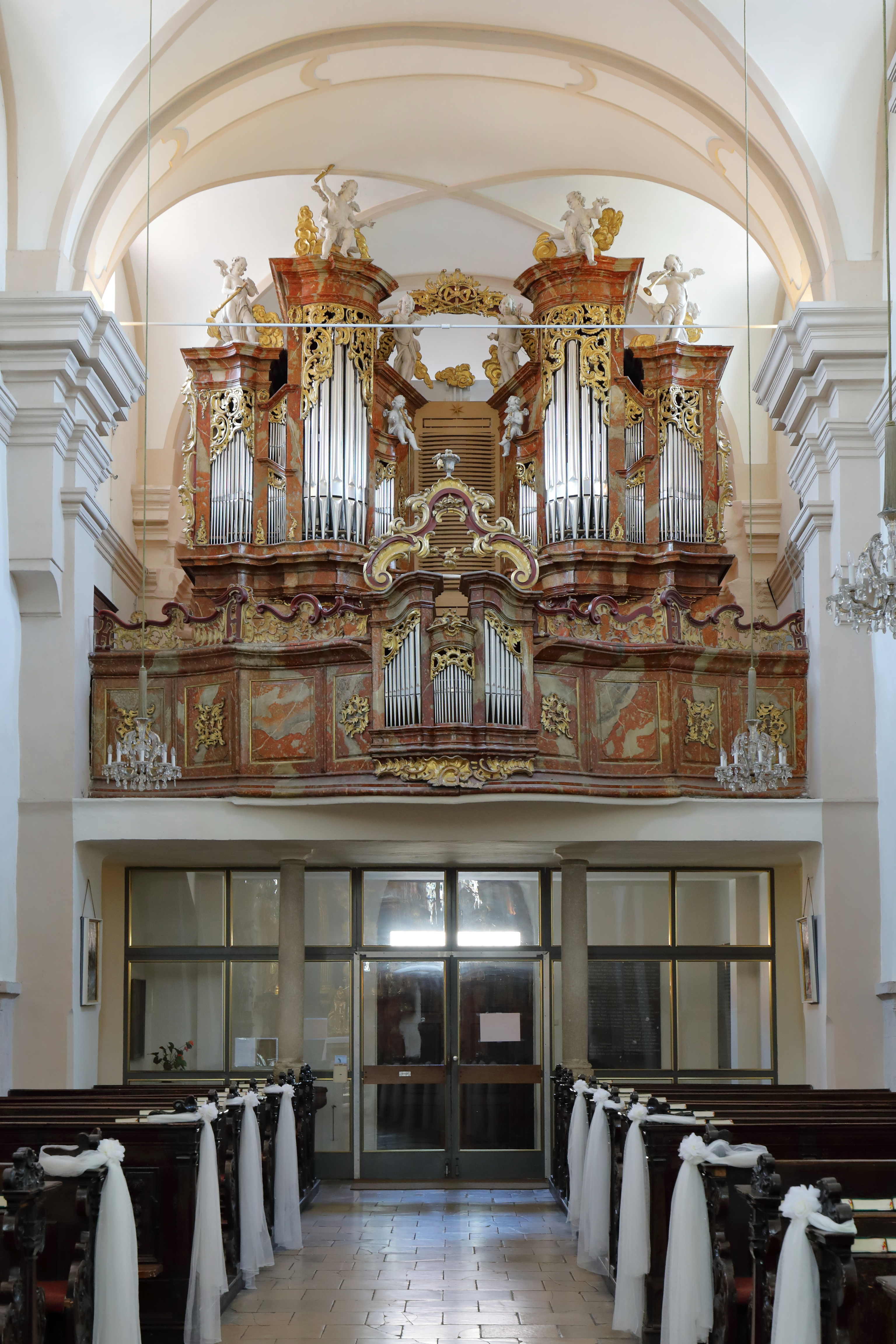
Gehäuse der Orgel in Großenzersdorf aus 1773

Joseph Silberbauer († 1805 in Znaim) war ein südmährischer Orgelbauer, der im letzten Drittel des 18. Jahrhunderts im nördlichen Niederösterreich und im südlichen Mähren wirkte. Dessen Nachfolger waren Ignaz Reinold und Benedikt Latzl, die jeweils den Betrieb in Znaim weiterführten.

## Leben
Biografische Details sind kaum bekannt. Vermutlich war Silberbauer ein Schüler von Ignaz Jakob Florian Casparides in Znaim und übernahm dessen Werkstatt. Dort legte er am 8. Jänner 1768 den Bürgereid ab. Er wird als Znaimer Orgelbauer beschrieben, obwohl dies bisher urkundlich nicht belegt ist. Ignaz Reinold (1777–1848) erlernte den Orgelbau bei Silberbauer und übernahm dessen Werkstatt, als sein Lehrmeister im Jahr 1805 erblindete und starb.

## Werk
Um die 55 Arbeiten Silberbauers sind belegt. Er baute vorwiegend zweimanualige Orgelwerke mit Rückpositiv und einige Brüstungsorgeln. Seine Orgeln sind auf höchstem handwerklichem und künstlerischem Niveau gefertigt und sorgfältig durchdacht konzipiert. Am besten erhalten sind seine Instrumente in Dürnholz, Grusbach und Dyje. Silberbauer verwendete in einigen Werken die gebrochene Oktave mit Fis und Gis in der Bassoktave.

## Werkliste
Kursivschreibung gibt an, dass die Orgel nicht oder nur noch das historische Gehäuse erhalten ist. In der fünften Spalte bezeichnet die römische Zahl die Anzahl der Manuale und ein großes „P“ ein selbstständiges Pedal. Die arabische Zahl gibt die Anzahl der klingenden Register an. Die letzte Spalte bietet Angaben zum Erhaltungszustand oder zu Besonderheiten.
| Jahr    | Ort                                  | Kirche                             | Bild | Manuale | Register | Bemerkungen |
| ------- | ------------------------------------ | ---------------------------------- | ---- | ------- | -------- | --- |
| 1766    | Großharras                           | Pfarrkirche Großharras             |      | II/P    | 14       | vermutlich Erweiterung der Orgel von 1733 |
| 1770    | Seefeld-Kadolz                       | Pfarrkirche Seefeld                |      | II/P    | 16       | |
| 1771    | Groß-Enzersdorf                      | Pfarrkirche Groß-Enzersdorf        |      | II/P    |          | Neubau; Gehäuse erhalten |
| 1776    | Aspern                               | St. Martin                         |      | II/P    | 15       | Erweiterungsumbau; nicht erhalten |
| 1776    | Unterretzbach                        | Pfarrkirche Unterretzbach          |      | II/P    | 13       | [ 7 ] |
| 1778    | Gnadendorf                           | Pfarrkirche Gnadendorf             |      | I/P     | 8        | [ 8 ] |
| 1778    | Vranov nad Dyjí (Frain an der Thaya) | Pfarrkirche Mariä Himmelfahrt      |      | II/P    | 15       | erhalten, 2010 restauriert und rekonstruiert |
| 1780    | Merkersdorf                          | Pfarrkirche Merkersdorf            |      | II/P    | 12       | Erweiterungsumbau einer älteren Orgel |
| um 1780 | Seefeld-Kadolz                       | Pfarrkirche Seefeld                |      | II/P    | 16       | |
| um 1780 | Drnholec (Dürnholz)                  | Kirche der Heiligen Dreifaltigkeit |      | II/P    | 22 ?     | |
| 1781    | Karnabrunn-Weinsteig                 | St. Peter und Paul                 |      | I       | 6        | Brüstungsorgel; erhalten |
| 1782    | Dyje                                 | St. Nepomuk                        |      | II/P    | 17       | ursprünglich in einer anderen Kirche aufgestellt |
| 1783    | Föllim                               | Filialkirche Föllim                |      | I       | 8        | |
| 1784    | Untermarkersdorf                     | Pfarrkirche Untermarkersdorf       |      | II/P    | 13       | |
| 1786    | Hrušovany nad Jevišovkou (Grusbach)  | Pfarrkirche St. Stephan            |      | II/P    | 20       | erhalten |
| 1787    | Röschitz                             | Pfarrkirche Röschitz               |      | II/P    | 15       | Umbau und Neuaufstellung einer älteren Orgel, die ursprünglich in der Franziskanerkirche in Eggenburg stand                                                                                |
| 1787    | Göllersdorf                          | Pfarrkirche Hl. Martin             |      | II/P    | 16       | teils umgebaut; zum großen Teil erhalten → Orgel |
| um 1790 | Schöngrabern                         | Pfarrkirche Schöngrabern           |      | I/P     | 8        | bei Kirchenbrand 1809 zerstört und 1816 durch ein Instrument von Johann Georg Fischer ersetzt                                                                                              |
| um 1790 | Želetice u Znojma (Selletitz)        | Pfarrkirche hl. Jakob des Älteren  |      | I       | 7        | |
| 1793    | Mailberg                             | Schlosskirche Mailberg             |      | II/P    | 15       | 1968 Erneuerung durch Johann M. Kauffmann, 2008 restauriert durch Christoph Allgäuer |
| 1795    | Ameis                                | Pfarrkirche Ameis                  |      | I/P     | 8        | |
| 1795    | Prinzendorf an der Zaya              | Pfarrkirche Prinzendorf            |      | I/P     |          | Gehäuse erhalten, seit 1907 Orgelwerk von Johann M. Kauffmann |
| 1796    | Platt                                | Pfarrkirche Platt                  |      | II/P    | 13       | die bisherige Orgel von Josef Silberbauer wurde 1849 durch eine neue Orgel von Josef Loyp durch Abt Sigismund ersetzt, der für seinen Neubau das Positiv von Josef Silberbauer integrierte |
| 1796    | Schrattenthal                        | Pfarrkirche Schrattenthal          |      | II/P    | 14       | Heute neugotisches Gehäuse |
| 1797    | Patzmannsdorf                        | Pfarrkirche St. Martin             |      | II/P    | 13       | nicht erhalten |
| 1799    | Rodingersdorf                        | Pfarrkirche Rodingersdorf          |      | I/P     | 8        | [ 14 ] |
| 1800    | Branišovice                          | Pfarrkirche St. Laurentius         |      |         |          | [ 15 ] |
| 1802    | Strachotice (Rausenbruck)            | Pfarrkirche St. Georg              |      | II/P    | 12       | |
| 1805    | Stoitzendorf                         | Pfarrkirche Stoitzendorf           |      | I/P     |          | Während der Arbeiten zur Orgel erblindete Joseph Silberbauer. Sein Geselle Ignaz Reinold vollendete die Orgel und übernahm dann dessen Werkstätte.                                         |